# École Jeannine-Manuel
Ne doit pas être confondu avec École internationale bilingue.
Pour les articles homonymes, voir EJM (homonymie).
L’École Jeannine-Manuel (anciennement École active bilingue Jeannine-Manuel ou EABJM) est un établissement privé sous contrat avec l'État. Il se donne pour mission de promouvoir une ouverture à l'international par l’éducation bilingue. L'établissement est implanté à Paris, Lille (Marcq-en-Barœul) et Londres.  
L’école accueille 2 400 élèves de 80 nationalités de la maternelle à la terminale dans ses campus parisiens du 7e et 15e arrondissement et près de 1 000 élèves, dont 120 internes, à Marcq-en-Barœul, effectifs auxquels il faut désormais ajouter celui de l'établissement de Londres. Cette institution privée retient l'attention de parents particulièrement aisés.
Depuis sa création en 1954, environ 20 000 élèves ont fréquenté l'École Jeannine-Manuel.

## Historique
Engagée dans la Résistance à Londres pendant la Seconde Guerre mondiale, Jeannine Manuel (1920-2003) participe à la libération de Paris en août 1944. 
Elle rentre de Londres convaincue que la source des conflits entre les nations et les cultures est la peur, issue de l'ignorance, et fait sienne la déclaration constitutive de l'Unesco : « Les guerres prenant naissance dans l'esprit des hommes, c'est dans l'esprit des hommes que doivent être élevées les défenses de la paix ».
Elle fonde l'École active bilingue (EAB) en septembre 1954, dans un hôtel particulier de l'avenue de La Bourdonnais. Ouverte avec neuf élèves, l'école accueille plus de cent élèves dès janvier 1955.
Jeannine Manuel crée alors les classes bilingues du lycée de Sèvres avec son amie Edmée Hatinguais, inspectrice générale, ancienne directrice de l'École normale supérieure de jeunes filles de Sèvres et première directrice du Centre international d'études pédagogiques, en transférant ses enseignants et des élèves du secondaire. La pédagogie bilingue y est largement inspirée par Jeannine Manuel.
Quelques années plus tard, pour pallier la pénurie de locaux, Jeannine Manuel s'associe avec un investisseur pour ouvrir un établissement près du parc Monceau. Mais les impératifs de rentabilité se révèlent incompatibles avec les objectifs pédagogiques de Jeannine Manuel et ces divergences aboutissent à une scission en 1979.
Jeannine Manuel, conservant la petite école de l'avenue de la Bourdonnais, ainsi que celle de l'avenue de Suffren, refonde son école avec les professeurs, élèves et parents acquis à son projet. Cette école, l'École active bilingue Jeannine-Manuel (EABJM), s'installe au 70, rue du Théâtre dans le 15e arrondissement. Jeannine Manuel peut alors librement déployer ses méthodes pédagogiques. L'établissement du parc Monceau conserve le nom d'École active bilingue (EAB), mais sans aucun lien, ni juridique, ni pédagogique, avec l'École active bilingue Jeannine-Manuel (EABJM). Par la suite, les deux écoles sont renommées respectivement École internationale bilingue (EIB) et École Jeannine-Manuel (EJM).
Par la suite, sont ouvertes une école à Marcq-en-Barœul et une autre sur le site Dupleix à Paris. 
En 1999, les établissements de Paris et de Marcq sont regroupés dans le cadre d'une association loi de 1901. Cette association, voulue par Jeannine Manuel afin d'assurer la pérennité de son école, est présidée par Bernard Manuel, son fils aîné.
En 2004, est créée la Fondation Jeannine Manuel, un an après la mort de celle-ci. Cette Fondation, placée sous l'égide de la Fondation de France, permet à cette institution privée de bénéficier à la fois d'une image de sérieux et de déductions fiscales.
En 2014, l’école célèbre ses soixante ans et est rebaptisée École Jeannine-Manuel (EJM).
En 2015, avec le soutien de la Fondation, une École Jeannine-Manuel est ouverte à Londres,. Elle accueille en 2019 500 élèves de la petite section à la première (à la terminale en septembre 2020) et propose, comme en France, un cursus bilingue menant aux baccalauréats français ou au baccalauréat international.

## Structure
L’école est une association loi de 1901 à but non lucratif sous contrat d’association avec l’État depuis 1959, ce qui lui permet de bénéficier d'enseignants de l'Éducation nationale et de percevoir des subventions. 
À Paris comme à Lille, l’École Jeannine-Manuel est inscrite sur la liste des sections internationales fixées par arrêté ministériel. Cette reconnaissance permet à ses élèves de préparer l’option internationale (américaine) du baccalauréat français (OIB). L'OIB est un cursus bilingue, biculturel et obtenu par 1 % des bacheliers généraux dans le monde.
En 2010, Élisabeth Zéboulon, directrice générale de l’école et Sean Lynch, alors directeur de la section américaine du lycée international de Saint-Germain-en-Laye, fondent l’Association of American International Sections (AAMIS) pour soutenir le développement de l’option internationale américaine du baccalauréat (OIB). Présidée par Bernard Manuel depuis 2012, AAMIS regroupe plus de 40 lycées proposant l’OIB (américaine), dont la moitié à l’étranger, de Shanghai à San Francisco, de Beyrouth à Johannesbourg.
Sur le plan international, l’École Jeannine-Manuel est l’une des premières écoles associées de l’UNESCO et parmi les premières World Schools du baccalauréat international (IB). L'école est en outre accréditée par le Council of International Schools (CIS) et la New England Association of Schools and Colleges (en) (NEASC).

## Spécificités
Au cœur du projet de l’école est l’épanouissement de chaque élève dans un cadre scolaire international, bilingue, biculturel, ambitieux mais bienveillant. 
Les nombreuses spécificités de l’École Jeannine-Manuel sont détaillées sur son site ; elles comprennent notamment :
- Programme de Well being et résilience à tous les niveaux
- Enseignement du Growth Mindset
- Accueil des élèves étrangers non francophones et des Français rentrant d’une scolarité anglophone à l’étranger
- Enseignement du chinois à partir du CE2 avec la méthode audiovisuelle d’enseignement naturel de la langue créée par l’École Jeannine-Manuel[9]. Depuis 2004, le chinois est enseigné une demi-heure par jour du CE2 au CM2. L’enseignement se poursuit ensuite dans le secondaire à raison de trois périodes par semaine. Tout au long de ces dernières années, l’établissement a su nouer des partenariats avec de prestigieux établissements à Shanghai et Pékin, dont ceux de Shijia, Fudan, Pékin no 4 et Pékin no 8, permettant ainsi à ses élèves d’effectuer au moins un voyage en Chine au cours de leur scolarité. Des diplômes officiels reconnus par la Chine valident cet enseignement. La quasi-totalité d’entre eux passent ainsi et réussissent le Youth Chinese Test (YCT) 3 en 5e, de même que le HSK3 en seconde[10].
- Les Itinéraires de questionnement scientifique (IQS), programme dérogatoire de sciences intégrées au collège, conçu sous la direction de Georges Charpak, lauréat du prix Nobel de physique en 1992.

Parmi les spécificités de l'établissement, l'ancien élève Antony Blinken explique dans Le Parisien « avoir fait ses premiers pas de diplomate en devant expliquer les choix de la politique internationale de l'Amérique, au Viêt Nam, à ses camarades de classe parisiens ».
Selon le journal Libération en 2024, l'institution fait l'objet d'une enquête ouverte en 2021 par le Parquet de Paris pour harcèlement moral d'enseignants par la direction, à la suite d'une alerte de l'inspection du travail et de tentatives de suicide d'enseignants.

## Campus
L'établissement compte 3 campus : le principal à Paris, le second à Marcq-en-Barœul, près de Lille et le troisième à Londres.
- Paris. Ouverture en 1954, dans un hôtel particulier de l'avenue de La Bourdonnais. Avant de rejoindre plus tard la rue du Théâtre.

- Marcq-en-Barœul. En 1992, sa « petite sœur » marcquoise souhaitait fonder une école basée sur une pédagogie « active » de l’élève, où ateliers et manipulations occupent une place prépondérante, et dans laquelle l’accès aux langues est favorisé »[12].

- Londres. L’École Jeannine-Manuel a ouvert ses portes en septembre 2015 à Londres, au 43-45 Bedford Square, au cœur de Bloomsbury. Elle accueille actuellement 560 élèves de la petite section de maternelle à la terminale et prépare ses élèves aux baccalauréats français et international[13]. L'année de son ouverture, l'établissement londonien accueillait 37 nationalités parmi ses 190 élèves et prévoyait d'en recevoir 310 à la rentrée suivante[14].

## Diplômes et examens préparés
- IGCSE First Language English et English Literature en seconde
- IGCSE Mandarin Chinese - Foreign Language en seconde
- Examens d’espagnol (DELE – Instituto Cervantes), d’allemand (Goethe Institut Zertifikat) d’italien (PLIDA – Società Dante Alighieri) niveau A2 en quatrième, niveau B1 en troisième et B2 en première, de chinois (YCT3 en cinquième).
- Diplôme national du brevet « option internationale » (DNBI) à Lille (option américaine) et à Londres (option britannique)
- Examens requis pour les admissions aux universités britanniques et américaines
- Baccalauréat français international (BFI) – section américaine en France, section britannique à Londres
- Baccalauréat International (IB)

## Classements
Selon L'Express en 2012, l'École active bilingue Jeannine-Manuel (EABJM) est « une référence, un établissement d'élite ». De nombreux enfants de personnalités politiques, du monde des affaires et du show business y ont étudié.
En 2020, L'Internaute classe l'école de Paris meilleur lycée de France pour la 8e année consécutive. Ce classement se base sur le traitement des données établies par la DEPP (Direction de l'évaluation, de la prospective et de la performance) pour le ministère de l'Éducation nationale à partir des résultats de la précédente session du baccalauréat dans les quelque 4 300 lycées de l'Hexagone. Ces IVAL, ou Indicateurs de valeur ajoutée des lycées, correspondent aux trois critères suivants : le taux de réussite au bac, le taux de mentions et le taux d'accès seconde-baccalauréat. La même année, Le Figaro Étudiant classe l'école de Paris 5e meilleur lycée de France. L'école recueille un taux de réussite au bac 2019 de 100 % en séries L, ES et S ainsi qu'un pourcentage de mentions au bac 2019 de 100 % dans les séries L et ES et de 99 % en série S.
En 2021, l'école de Lille est arrivée en troisième place du classement 2020 des lycées de France de L'Express. Ce classement s'appuie sur différents indicateurs : le taux de réussite au bac, le taux de mention, le taux d'accès au baccalauréat, la proportion de bacheliers parmi les sortants, la valeur ajoutée et le taux de mention par lycée.

## Anciens élèves
- Arny Berry, dramaturge, metteur en scène de théâtre et comédien français
- Carla Bruni, auteure-compositrice-interprète, mannequin
- Antony Blinken, homme politique américain[20]. L'Express rappelle une soirée à l'école en juin 1980, lors de laquelle, après dix ans passés sur ses bancs, Antony Blinken, alors en terminale, interprète le tube des Pink Floyd Another Brick in the Wall. Le titre, malgré ses paroles We don't need no education/ Hey teachers, leave the kids alone ! (« Nous n'avons besoin d'aucune éducation/ Hé, les profs, laissez les gosses tranquilles ! »), n'empêche pas les professeurs de se trémousser[21]. Membre de l'administration de Joe Biden, il conserve des liens étroits avec son ancienne école en France, pour laquelle il a prononcé un discours de Graduation ceremony en 2015[21].
- Julie Andrieu, animatrice télé et critique gastronomique
- Julia Bijaoui, cofondatrice de Frichti
- Jean-François Copé, homme politique[4]
- Anouchka Delon, actrice
- Arnaud Denis, acteur
- Roxane Duran, actrice
- Charlotte Gainsbourg, actrice et chanteuse
- Audrey Goutard, journaliste
- Stéphane Mallat, mathématicien
- Robert Malley, politologue
- Élodie Menant, actrice
- Victoire Loup, auteur et critique gastronomique
- Camille de Peretti, écrivain
- Dimitri Rassam, producteur
- Fabrice Roger-Lacan, scénariste
- Tatiana de Rosnay, écrivain
- Marion Ruggieri, journaliste
- Louis Sarkozy, fils de Nicolas Sarkozy
- David Servan-Schreiber, médecin
- Franklin Servan-Schreiber, auteur-entrepreneur
- Amanda Sthers, écrivain[22]
- Gaspard Ulliel, acteur[23]

## Controverses

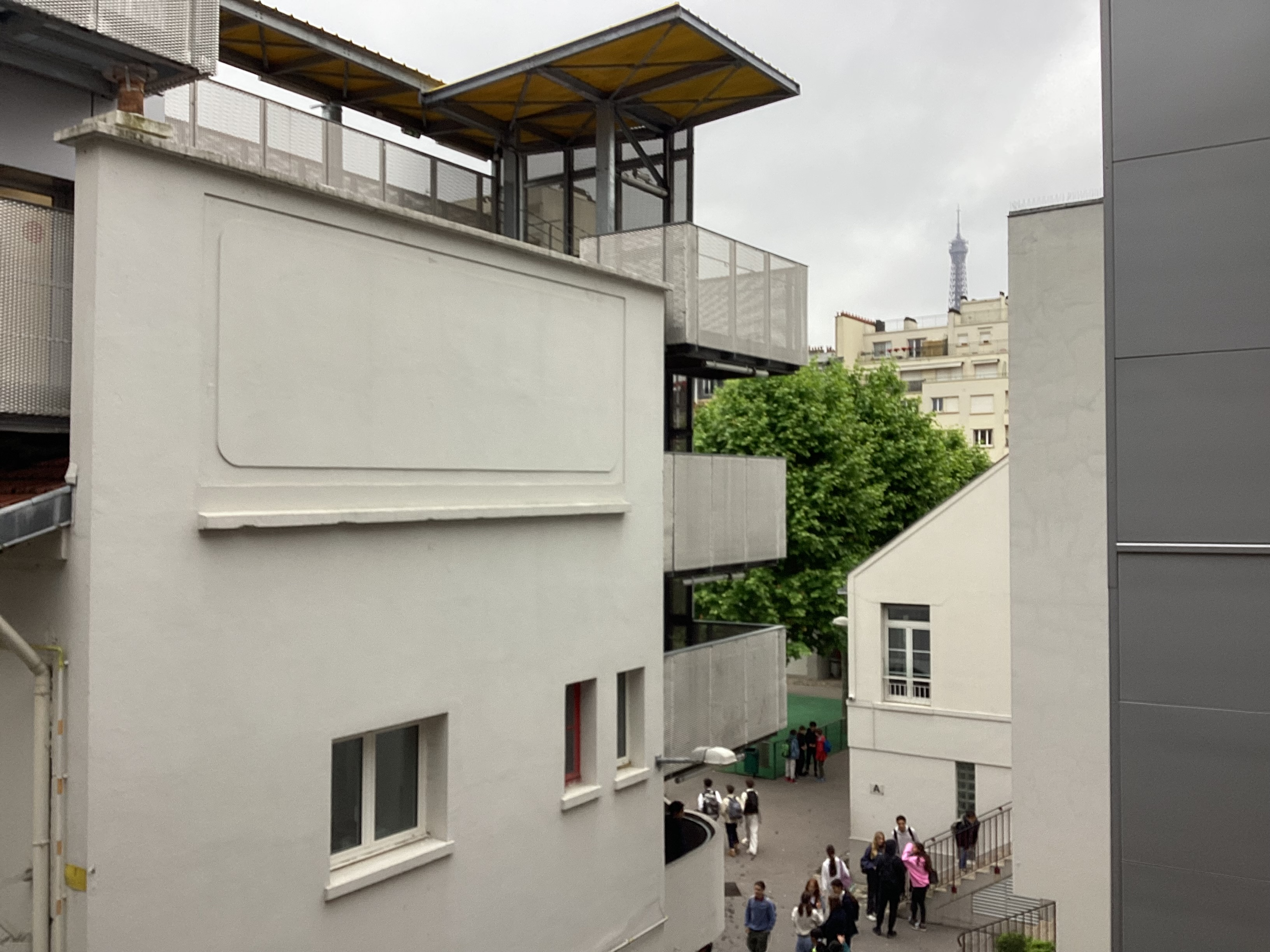

Depuis la création de la fondation Jeannine-Manuel en 2004, cette dernière permet à l'école de lever des sommes défiscalisées à hauteur de 66 %. À ce titre, comme le rapporte Mediapart, les « tables platines » – des couverts aux fêtes organisées par la fondation – reviennent à 3 400 euros imposables après défiscalisation, au lieu de 10 000 euros. Cette défiscalisation aux frais du contribuable est critiquée par le média : « aider la scolarité des classes supérieures les plus favorisées du privé, n’y a-t-il néanmoins rien de plus urgent ? » questionne Lucie Delaporte, journaliste à Mediapart.
Lucie Delaporte critique également un « entre-soi d'une éducation pour les très riches ». La publication des Indices de position sociale dans les collèges de France révèle que l'École Jeannine-Manuel est dans les premières places. Plus cet indice est élevé, plus l'élève évolue dans un contexte familial favorable aux apprentissages.
Élisabeth Zéboulon, en tant que directrice de l'école et gérante de la société Remi – une société qui vend des livres aux élèves et gère le périscolaire – a, selon Mediapart, un salaire de 18 000 euros mensuel tandis que les professeurs contractuels sont rémunérés au SMIC. Par ailleurs, le président de la fondation, Bernard Manuel, profiterait des acquisitions immobilières de l'école car, étant propriétaire des bâtiments à travers une société civile immobilière, les loyers sont versés à lui-même.
Selon une enquête du Journal du dimanche, entre 2017 et 2018, trois salariés ont été diagnostiqués pour un syndrome d'épuisement professionnel. Gabriel Perez, membre du Syndicat parisien de l'enseignement privé (SPEP-CFDT), décrit un « véritable dispositif de contrôle du personnel ». En 2018, l'inspection du travail, après avoir été saisie, a ouvert un dossier et a auditionné plusieurs salariés, dont Élisabeth Zéboulon[réf. nécessaire].
Libération indique en 2024 que l’établissement, dans lequel les frais de scolarité débutent à 9 500 euros par an, cumule subventions publiques, importantes déductions fiscales et montage financier opaque.